# Fumiyuki Hashimoto
Fumiyuki Hashimoto (橋本 史之, Hashimoto Fumiyuki), né le 21 avril 1982 à Akita, est un catcheur japonais qui travaille à la Dragon Gate sous le nom de Kagetora.

## Carrière

### Dragon Gate
Lors de Dangerous Gate 2017, Jimmyz est contraint de se dissoudre après avoir perdu un Ten-Man Elimination No Disqualification Loser Disbands Match contre VerserK (El Lindaman, Punch Tominaga, Shingo Takagi, T-Hawk et Takashi Yoshida), mais il leur reste une dernière tournée a effectué ensemble appelée la Farewell Jimmyz Gate.
Lors de Gate of Destiny 2018, lui, Yuta Tanaka, Yosuke Santa Maria et Kota Minoura perdent contre R.E.D (Eita, Daga, Yasushi Kanda et Kazma Sakamoto).
Lors de Kobe Pro Wrestling Festival, lui, Dragon Kid et Masato Yoshino perdent contre R.E.D (SB KENTo, Takashi Yoshida et Kazma Sakamoto) dans un Three Way Elimination Match qui comprenaient également Dragon Gate (Ben-K, Yuta Tanaka et Yosuke Santa Maria) et ne remportent pas les Open the Triangle Gate Championship.

## Palmarès
- Dragon Gate
  - 1 fois Open the Brave Gate Championship
  - 2 fois Open the Triangle Gate Championship avec  CIMA et Gamma (1), et Genki Horiguchi H.A.Gee.Mee!! et Jimmy Susumu (1)
  - 3 fois Open the Twin Gate Championship avec Jimmy Susumu
  - Battle of Tokyo Tournament (2009)
  - Summer Adventure Tag League (2014) avec Jimmy Susumu

- El Dorado Wrestling
  - 1 fois UWA World Tag Team Championship avec Kōta Ibushi

- Pro Wrestling Zero1
  - 1 fois NWA International Lightweight Tag Team Championship avec Jimmy Susumu